# Trứng (thực phẩm)
Trứng (miền Nam gọi là hột) là sản phẩm động vật từ các loại gia cầm,chim chóc thường được sử dụng làm nguồn thức ăn cung cấp protein cho người. Bề ngoài của trứng thường có hình bầu dục, hai đầu không cân bằng, một to một nhỏ. Các loại động vật cho trứng phổ biến là gà, vịt (trứng lộn), chim cun cút (trứng cút), ngỗng, đà điểu, ngan, rắn, chim sẻ.

## Cấu tạo
Cấu tạo của trứng, về cơ bản được chia làm 4 bộ phận gồm lòng đỏ, lòng trắng, màng vỏ và vỏ trứng. Chẳng hạn như ở loài gà, lòng đỏ chiếm khoảng 31,9% khối lượng, lòng trắng 55,8%, vỏ trứng 11,9% và màng vỏ 0,4%.

## Hình thành
Lòng đỏ được hình thành trong buồng trứng. Sau khi lòng đỏ "trưởng thành", nó sẽ rời khỏi buồng trứng, rồi từ trong miệng phễu ở phần trên của ống dẫn trứng đi vào trong ống dẫn trứng, và di chuyển về phía dưới đến chỗ phình to của ống dẫn trứng. Ở đây có thể tiết ra một lượng lớn anbumin, bọc bên ngoài lòng đỏ, hình thành một lớp lòng trắng dày trong suốt.
Sau khoảng 2 đến 3 tiếng đồng hồ, nó từ chỗ phình to của ống dẫn trứng ép vào phần ống hẹp, và tại đây hình thành màng vỏ. Sau khi trải qua hơn một giờ, nó lại bị ép vào tử cung (vách dày, có cấu tạo cơ phát triển), vỏ trứng được hình thành trong tử cung và cả quả trứng hoàn chỉnh được hình thành. Trong quá trình hình thành quả trứng này phải nằm lại trong tử cung từ 18 đến 20 giờ, rồi sau đó cơ tử cung co bóp, đẩy trứng qua xoang bài tiết sinh dục rồi ra ngoài cơ thể.
Trứng gà sở dĩ một đầu to một đầu nhỏ là do trong quá trình hình thành bị đầu trên của ống dẫn trứng dồn ép từng đoạn một đi xuống. Đầu trứng này bị dồn ép, lòng trắng và màng vỏ bị đẩy sang phải rồi lại sang trái, vì thế mà đầu trứng này phình to, sau khi vỏ hình thành xong thì được cố định lại. Ngược lại, đầu kia của quả trứng hướng xuống đoạn dưới của ống dẫn, do đó vừa đi nó vừa chèn vào ống dẫn trứng, làm cho ống này mở rộng để trứng dễ di chuyển xuống tử cung. Lực dồn ép của ống dẫn vào quả trứng làm cho đầu nhỏ hình thành rồi định hình dần. Khi trứng vào đến tử cung, đầu nhỏ hướng về phía đuôi gà, còn đầu to hướng ngược lại.

## Dinh dưỡng

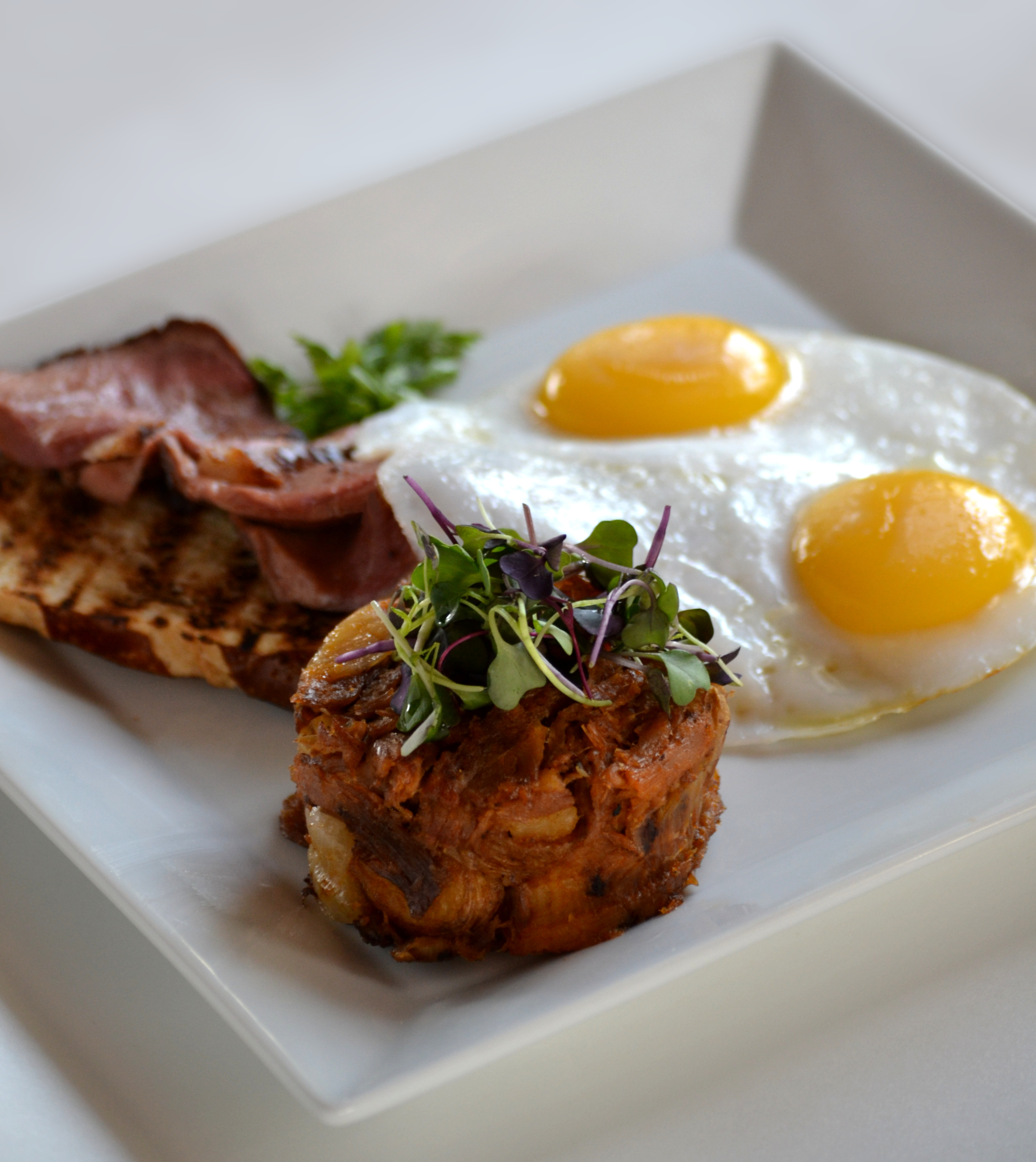
Trứng ốp la

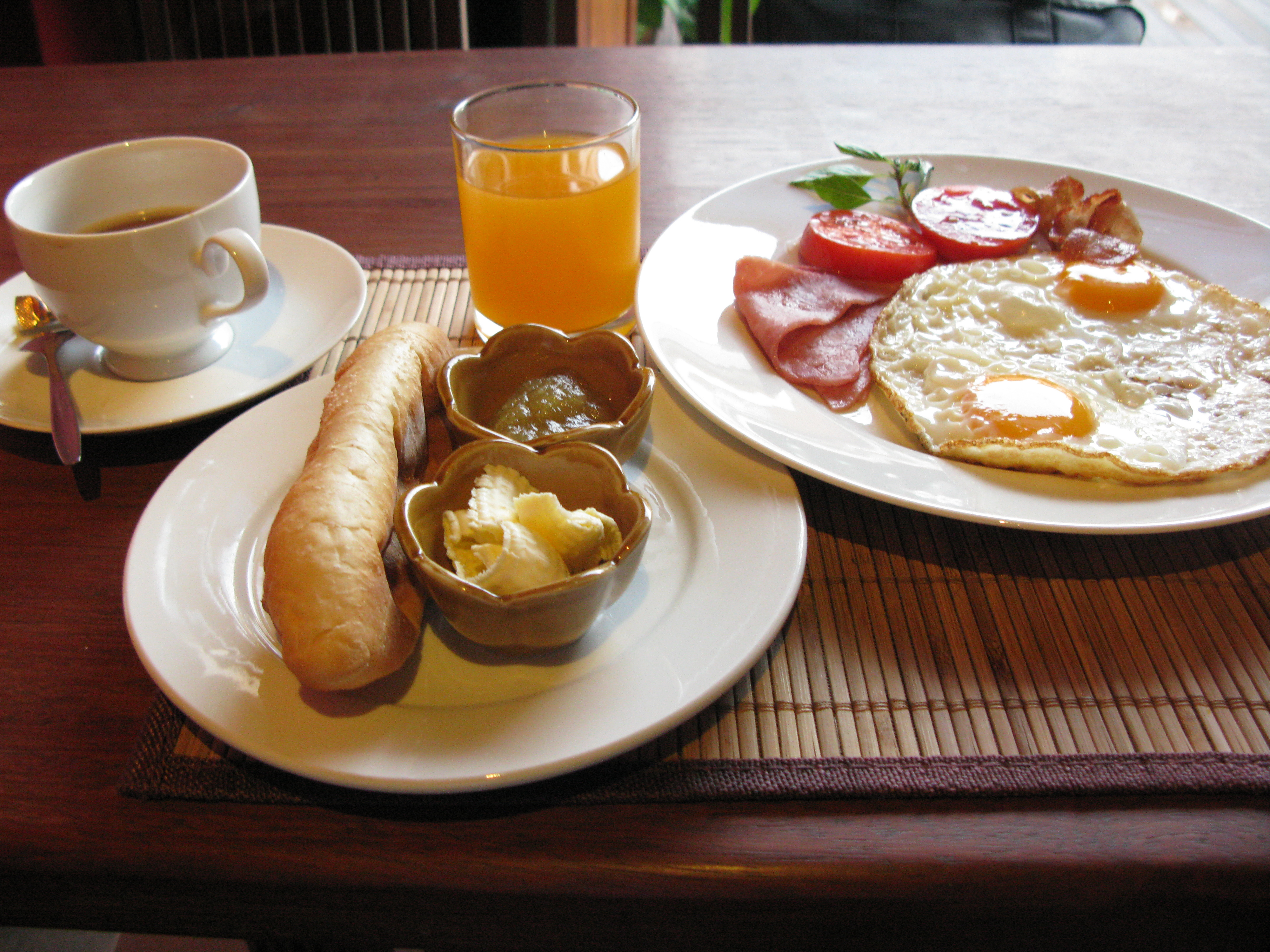
Một bữa sáng với trứng ốp la.

Chất lipid có trong lòng đỏ, triglixerit 62,3%, photpholipid 32,8% và cholesterol 4,9% với một ít aminolipid. Vỏ cứng chứa: cacbonat calci khoảng 98,43%, cacbonat magiê 0,84% và phosphat calci 0,73% theo trọng lượng. Còn xét tổng thể quả trứng, phần nước chiếm khoảng 65,7%, protit 12%, lipid 10,6%, gluxit 0,8% và khoáng chất 10,9% về trọng lượng.
Trứng có nguồn chất béo Lecithin theo các nghiên cứu gần đây cho thấy nó có tác dụng điều hòa lượng cholesterol, ngăn ngừa tích lũy cholesterol, thúc đẩy quá trình phân tách chất này và bài xuất các thành phần thu được ra khỏi cơ thể. Ngoài ra lượng cholesterol trong trứng không làm tăng mức cholesterol trong máu khi ăn vì nó giảm việc sản xuất cholesterol của cơ thể.

## Chế biến
Trứng có thể làm nhiều món ăn, hoặc sử dụng toàn bộ quả trứng hoặc chỉ sử dụng lòng trắng hay lòng đỏ. Các món sử dụng trứng làm nguyên liệu chính thông dụng nhất thường gặp là trứng luộc, trứng ốp la (trứng rán), trứng muối.

## Lợi ích
Ngoài cung cấp các chất dinh dưỡng như những số liệu nêu trên, trứng gà còn giúp làm đẹp và chữa các bệnh thông dụng như kiết lỵ, đau dạ dày...

## Văn hóa
Trứng là hình ảnh của thôn quê, nó còn có gắn liền với câu hỏi nổi tiếng là con gà hay quả trứng có trước. Trong ngày lễ phục sinh, trứng tượng trưng cho ngôi mộ trống của Chúa Giê-su (Jesus), vào ngày này ở truyền thống phương Tây là nhuộm hoặc dùng cọ vẽ (ở Việt Nam đôi khi được sử dụng sáp màu). Phim hoạt hình truyền hình về trứng của Mexico là Huevos với các năm 2006, 2009, 2015, 2021, 2022 và bản điện ảnh là Un rescate de huevitos năm 2021.